# 站街镇 (巩义市)
站街镇，是中华人民共和国河南省郑州市巩义市下辖的一个乡镇级行政单位。

## 行政区划
站街镇下辖以下地区：
仓西村、老城村、贺尧村、王沟村、集沟村、小黄冶村、南瑶湾村、北瑶湾村、巴沟村、柏茂村、岳岭村、山神庙村和东站镇村。